# Умершие в апреле 2006 года
Это список известных людей, соответствующих установленным критериям значимости (см. Википедия:Критерии значимости персоналий), умерших в апреле 2006 года.
Причина смерти указывается лишь в исключительных случаях (убийство, самоубийство, гибель в результате военных действий, смертная казнь, ДТП или несчастные случаи). В остальных случаях — не указывается.

## Список

### 1 апреля
- Федоренко, Николай Прокофьевич (88) — учёный-экономист.

### 2 апреля
- Ильин Владимир Васильевич (68) — российский кинооператор, Заслуженный деятель искусств РСФСР (1984).
- Захаров, Алексей Никонорович (85) — Герой Советского Союза.

### 3 апреля
- Жердер, Эдуард Борисович (67) — советский актёр оперетты, народный артист РСФСР.
- Назайкинский, Евгений Владимирович (79) — российский музыковед.

### 4 апреля
- Кард, Пеэтер (65) — советский и эстонский актёр театра и кино, театральный режиссёр.
- Торвальд, Юрген (Хайнц Бонгарц) (90) — немецкий журналист и историк, наиболее известен трудами по истории судебной медицины и криминалистики (книга «Век криминалистики» и другие).

### 5 апреля
- Галась, Михаил Иванович (76) — специалист в области создания баллистических ракет стратегического назначения и космических ракет, участник создателей ракетно-ядерного щита СССР.
- Ершова, Вера Александровна (88) — советская актриса, народная артистка СССР.
- Капроу, Аллан (78) — американский художник и теоретик искусства, ввёл в употребление термин хеппенинг.

### 6 апреля
- Боровский, Давид Львович (71) — советский, российский театральный художник, сценограф[1].
- Рышков, Сергей Сергеевич (75) — советский и российский математик-геометр, доктор физико-математических наук.

### 7 апреля
- Алмасзаде, Гамэр Гаджиага кызы (91) — советская азербайджанская балерина, народная артистка СССР.
- Насриддинова, Ядгар Садыковна (85) — советский партийный и государственный деятель.
- Шишкин, Валерий Александрович (74) — советский и российский историк.

### 8 апреля
- Журавых, Иван Антонович (81) — полный кавалер Ордена Славы.
- Реве, Герард (82) — известный нидерландский писатель, признанный классик голландской литературы XX века, один из первых открытых гомосексуалистов в Нидерландах[2].

### 9 апреля
- Круталевич, Вадим Андреевич (83) — белорусский юрист, социолог, историк, педагог.
- Троицкая, Наталья Леонидовна (54) — знаменитая российская оперная певица (сопрано) (род. 18 мая 1951)[3].
- Шёман, Вильгот (81) — шведский кинорежиссёр и писатель.

### 11 апреля
- Proof (32) — известный американский рэпер, считается основателем хип-хоп группы D12; убит.
- Григолис, Витаутас (55) — литовский и советский актёр театра и кино[4].
- Цеханович, Василий Петрович (84) — писатель, журналист, фронтовик.

### 13 апреля
- Гнатенко, Марина Васильевна (92) — украинский советский агроном, заслуженный работник сельского хозяйства, кандидат сельскохозяйственных наук, Герой Социалистического Труда.
- Спарк, Мюриэл (88) — шотландская писательница и литературный критик, кавалер ордена Британской империи (1993).
- Беттанкур, Пьер (88) — французский художник и писатель.

### 14 апреля
- Скугарь, Владимир Антонович (91) — Герой Советского Союза.

### 15 апреля
- Даян, Арье (78) — израильский военачальник, партизан, ветеран Второй мировой войны.
- Корралес, Рауль (81) — кубинский фотограф, известный своими работами времён кубинской революции[5].

### 17 апреля
- Долгушин, Александр Иванович (60) — советский ватерполист.
- Херцберг, Артур (84) — раввин, американский общественный деятель, активный борец против расовой дискриминации и за гражданские прва.

### 18 апреля
- Тканко, Александр Васильевич (89) — Герой Советского Союза.

### 19 апреля
- Юдович, Виктор Иосифович (71) — доктор физико-математических наук, профессор, член Национального комитета РАН по теоретической и прикладной механике.

### 20 апреля
- Унцикер, Вольфганг (80) — немецкий шахматист, гроссмейстер (1954).
- Кэтлин Антонелли (85) — американская компьютерная программистка, вычислитель, учёный в области информатики, одна из шести первых программистов ЭНИАКа.

### 21 апреля
- Аугшкап, Агрий Робертович (81) — советский актёр театра и кино.
- Епишкин, Михаил Поликарпович (79) — Герой Советского Союза.
- Климовский, Николай Афанасьевич (95) — Герой Советского Союза.
- Теле Сантана (74) — бразильский футболист, играл на позиции правого вингера, затем на 2 чемпионатах мира был тренером футбольной сборной страны.

### 22 апреля
- Абрамянц, Виген Рафаэлович — армянский подросток, убитый в Москве неонацистами.
- Белоусов, Николай Петрович (82) — Герой Советского Союза.
- Валли, Алида (84) — популярная итальянская актриса.

### 24 апреля
- Годжаев, Худаверди Магаррам-оглы (83) — участник Великой Отечественной войны 1941—1945 гг, разведчик[6].

### 25 апреля
- Джекобс, Джейн (89) — канадско-американская писательница, активистка, теоретик городского планирования и одна из основоположниц движения, получившего название новый урбанизм.

### 26 апреля
- Неэман, Юваль (80) — израильский государственный деятель, учёный, считается одним из основателей космической программы государства Израиль.

### 27 апреля
- Кузин, Валерий Владимирович (42) — российский спортивный функционер и государственный деятель. Доктор педагогических наук.
- Рахлина, Элеонора Натановна (71) — украинский краевед (киевовед), специалист по истории и архитектуре Киева, экскурсовод.

### 28 апреля
- Лесков, Леонид Васильевич (75) — российский ученый-энциклопедист.

### 29 апреля
- Гэлбрейт, Джон Кеннет (97) — американский экономист, один из видных экономистов-теоретиков XX века.
- Йокш, Зигфрид (88) — австрийский футболист.

### 30 апреля
- Тур, Прамудья Ананта (81) — индонезийский писатель.
- Ревель, Жан-Франсуа (82) — французский политик, философ, эссеист, автор книг «Тоталитарный соблазн», «Как погибают демократии» и других[7].